# 浓情一生
《浓情一生》是一部都市时尚爱情亲情剧，又名巧克力情人。于2007年6月在廣東省佛山市南海拍摄，2008年在各地电视台播出。主要讲述了几对情侣围绕着巧克力店发生的爱情故事。本剧明星阵容强大，演员主要来自香港和内地，有陳浩民、吳卓羲、韓雪、于娜、凌波、黎諾懿、劉芸等，其中亚洲影后、金马双料影后凌波息影20年后将再出山，更是该剧的最大亮点。

## 演员表
| 演員   | 角色          | 介紹                                                                |
| 陳浩民 | 項少揚        | 曾暗戀章晓妍 艾晴之男友                                             |
| 吳卓羲 | 李靖雲/李薰風 | 孿生 患有白血病 章曉妍之男友                                        |
| 韓雪   | 艾晴          | 項少揚之女友                                                        |
| 于娜   | 章曉妍        | 秘書 曾暗戀项少扬 李靖雲之初戀情人 李薰風之女友                     |
| 凌波   | 胡月如        | 馮奕緯之初戀情人 方田之女友 霓婷之情敵                              |
| 黎諾懿 | 馮奕緯        | 胡月如之初戀情人 霓婷之未婚夫，後為其夫                             |
| 齊芳   | 霓婷          | 胡月如之情敵 霓兒之妹 方樭之前女友 馮奕緯之未婚妻，後為其妻         |
| 劉芸   | 霓兒          | 方樭之女友 霓婷之姊                                                 |
| 鄭中基 | 方樭          | 真名實為方常恆 方田之弟 霓婷之前男友 霓兒之男友(特別客串)           |
| 劉愷威 | 方田          | 真名方常諾 方樭之兄 胡月如之男友 项少扬之天敵，後化敵為友(特別客串) |

## 职员表
- 总监制：秦風
- 制片主任：聂　峻
- 摄影师：陈熙泰
- 灯光师：赵雄安
- 造型师：王海婷
- 出品公司：中广电信公司

## 简介
项氏集团总裁项少扬在一次登山事故中失去了好友李靖云。因此心里十分愧疚，故欲对靖云的女友晓妍爱情和道义的双重补偿。但晓妍并不领情，她无法忘却靖云。另一方面，活泼可爱的少女艾晴因为少扬和她小时候遇见的巧克力哥哥相像，而对他十分爱慕。之后，靖云的孪生兄弟李熏风的出现，使这一切更加混乱，晓妍该如何面对这一切？而少扬对艾晴的不信任与反复，使得艾晴很失望，她决定出国，给少扬留下了一年之约。另一方面，霓婷的姊霓兒刚刚從英國回來，竟然出現了化名的兩兄弟方田和方樭，她們怎麼面對？